# San Salvatore in Lauro
San Salvatore in Lauro är en kyrkobyggnad i Rom, helgad åt Frälsaren. Kyrkan är belägen i Rione Ponte och tillhör församlingen San Salvatore in Lauro.
Tillnamnet ”Lauro” betyder lagerträd och syftar på en närbelägen trädgård, i vilken det växte ett lagerträd.

## Historia
Kyrkan uppfördes under 1100-talet och nämns i en bulla promulgerad år 1186 av påve Urban III; bullan uppräknar den bland filialerna till församlingskyrkan San Lorenzo in Damaso.
Kyrkan omnämns i Catalogo di Cencio Camerario, en förteckning över Roms kyrkor sammanställd av Cencio Savelli år 1192 och bär där namnet Salvatori de Lauro.
Därtill förekommer den i Il catalogo Parigino (cirka 1230) som Salvator de Lauro, i Il catalogo di Torino (cirka 1320) som Ecclesia sancti Salvatoris de Lauro och i Il catalogo del Signorili (cirka 1425) som sci. Salvatoris de Lauro.
San Salvatore-kyrkan byggdes om omkring år 1450 på uppdrag av kardinal Latino Orsini. 
Kyrkan förstördes i en eldsvåda år 1591, men återuppbyggdes efter ritningar av Ottaviano Mascherino. Fasaden, i nyklassicistisk stil, uppfördes dock inte förrän år 1862 efter ritningar av Camillo Guglielmetti. Fasadens lågrelief av Rinaldo Rinaldi visar hur det Heliga Huset transporteras av änglar från Nasaret till Loreto.
År 1669 övertogs kyrkan av Confraternita dei Piceni, ett brödraskap bildat av landsmän från Piceno. Brödraskapet, vars fullständiga namn var Confraternita della Santa Casa di Loreto della Nazione Marchigiana, hade tidigare samlats i kyrkan Santi Venanzio e Ansovino i närheten av Capitolium. Brödraskapet omvandlade den intilliggande klosterbyggnaden till ett college för studier i juridik och medicin. År 1697 gavs Francesco Fontana i uppdrag att rita ett tvärskepp, men inte förrän 1727 inleddes uppförandet av kupolen, koret och kampanilen, efter ritningar av Ludovico Rusconi Sassi. Nicola Salvi ritade samtidigt sakristian. Kyrkan konsekrerades år 1731.

## Interiör
Interiören domineras av de 34 korintiska kolossalkolonnerna och anses vara Ottaviano Mascherinos främsta verk. Högaltaruppsatsen är ett verk av Antonio Asprucci från 1792. Stuckänglar bär upp en nisch som hyser en staty föreställande Vår Fru av Loreto; den ersattes 1921 med en kopia.

### Höger sida
Cappella dell'Addolorata
Första sidokapellet på höger hand är invigt åt den Smärtorika Modern och ritades av Carlo Francesco Bizzaccheri. Altarmålningen Pietà är utförd av Giuseppe Ghezzi år 1712.
I kapellet vördas några av den helige påven Johannes Paulus II:s reliker: en mässhake, en amiktus, en zucchetto samt en del av den med blod fläckade undertröja som han bar vid attentatet på Petersplatsen den 13 maj 1981.
Cappella di San Carlo Borromeo
Andra kapellet är invigt åt den helige Carlo Borromeo och dess altarmålning är Alessandro Turchis Jungfru Maria och Jesusbarnet uppenbarar sig för den helige Carlo Borromeo. Sidoväggarna har gravmonumenten åt Giovanni Castellani delle Carcare och Girolama Pallavicini Montoro, ritade av Giovanni Domenico Pioselli.
I nischen mellan det andra och tredje kapellet står en skulptur som föreställer Jesus Kristus bärande Korset med hjälp av den helige Pio av Pietrelcina.
Cappella del Presepe
Tredje kapellet är invigt åt Jesu födelse och har Pietro da Cortonas altarmålning Herdarnas tillbedjan.
Cappella di Sant'Emidio
Altaret i höger tvärskepp är invigt åt den helige Emidius. Här har Pietro Gagliardi utfört Den helige Emidius med helgon från Marche. På vänsterväggen ses gravmonumentet åt kardinal Raniero Simonetti, ritat av Girolamo Theodoli och utfört av Carlo Monaldi 1751.

### Vänster sida
Cappella di San Pietro
Första sidokapellet till vänster är invigt åt den helige aposteln Petrus. Altarmålningen utgörs av Petrus befrias ur fängelset, utförd av Imperiale Grammatica 1624.
I kapellet vördas en relik från den helige Josemaría Escrivá.
Cappella di San Giuseppe
Andra sidokapellet är invigt åt den helige Josef från Nasaret. Altaruppsatsens två svarta marmorkolonner med korintiska kapitäl bär upp ett horisontalt entablement. Pier Leone Ghezzi har utfört altarmålningen Den helige Josef med de heliga Joakim och Anna.
I kapellet vördas några av den helige Pio av Pietrelcinas reliker: en mantel, en handske, några droppar av hans blod, bindlar med blod från hans stigmata och en stola.
Cappella di Santa Lutgarda
Altarmålningen i det tredje sidokapellet framställer hur den heliga Lutgard byter hjärta med Frälsaren, ett verk av Angelo Massarotti.
I kapellet vördas en relik från den helige aposteln Judas Taddaios.
Cappella della Santa Casa
Altaret i vänster tvärskepp är invigt åt det Heliga Huset i Loreto. Giovanni Peruzzinis målning framställer hur Jungfru Maria sitter i det Heliga Huset, då det transporteras av änglar från Nasaret till Loreto.
På högerväggen, ovanför ingången till sakristian, ses gravmonumentet åt kardinal Prospero Marefoschi, ritat av Girolamo Theodoli och utfört av Carlo Monaldi 1751.
Det forna klostrets refektorium hyser bland annat Isaia da Pisas gravmonument över påve Eugenius IV, utfört 1450–1455, samt Bröllopet i Kana av Francesco Salviati från 1550.

## Titelkyrka
San Salvatore in Lauro stiftades som titelkyrka av påve Sixtus V år 1587; den upphävdes av påve Clemens X år 1670.
Kardinalpräster
- Scipione Lancellotti (1587–1598)
- Silvio Antoniano (1599–1603)
- Séraphin Olivier-Razali (1604–1609)
- Orazio Lancellotti (1611–1620)
- Pietro Valier (1621–1624)
- Luca Antonio Virili (1629–1634)
- Ciriaco Rocci (1635–1651)
- Pietro Vito Ottoboni (1652–1660)
- Pietro Sforza Pallavicino (1660–1667)
- Giovanni Dolfin (1667–1670)

## Titeldiakonia
San Salvatore in Lauro stiftades som titeldiakonia av påve Benedictus XVI år 2007.
Kardinaldiakoner
- Angelo Comastri (2007–)

## Bilder
| - San Salvatore in Lauro. Tryck av Girolamo Francino 1588. - San Salvatore in Lauro (nummer 535) på Giovanni Battista Nollis karta över Rom från år 1748. Övriga avbildade byggnader (i urval): 525) San Simeone Profeta, 536) Teatro di Tor di Nona och 586) Santi Simone e Giuda. - Påve Eugenius IV:s gravmonument, utfört av Isaia av Pisa. - Interiören med kolossalkolonner. - Interiörens entablement med kornischens modilioner och små rosornament. - Gravmonument över kardinal Raniero Simonetti. - Gravmonument över kardinal Prospero Marefoschi. |